# Lònia Guiu
Personatge creat per Maria Antònia Oliver Cabrer. Lònia Guiu és una detectiva protagonista de tres des seves novel·les: "Estudi en lila" (1985), "Antìpodes" (1988) i "El sol que fa l'ànec" (1994).
És mallorquina però fa deu anys que viu a Barcelona on ha treballat com a vigilant de seguretat a uns grans magatzems abans d'establir-se pel seu compte obrint una agència d'investigacions. És una investigadora atípica, ja que no empra armes de foc tot i que sap defensar-se i té un caràcter contradictori: és vegetariana però de tant en tant s'atipa de carn, odia el que representen els cossos policials però hi té amics.
Va representar la irrupció de la dona en un món, el de la investigació privada, dominat tradicionalment pels homes. Per acabar de reblar el clau és feminista i el seu subordinat, en Quim, és un home.